# Константин (Папастефану)
Митрополи́т Константин (греч. Μητροπολίτης Κωνσταντίνος, в миру Константи́нос Папастефа́ну, греч. Κωνσταντίνος Παπαστεφάνου; 1924, Дамаск, подмандатная Сирия — 17 апреля 2016, Афины, Греция) — епископ Антиохийской православной церкви, митрополит Багдадский и Кувейтский (1969—2014).

## Биография
По национальности — грек. Получил среднее образование в Дамаске. Закончил духовную семинарию, затем — богословский факультет Афинского университета.
В 1951 году был рукоположён в сан иерея патриархом Антиохийским Александром III. Некоторое время служил патриаршим секретарём.
На протяжении почти 20 лет был священником в Дамаске и близлежащих деревнях, помогая устроить там православные катехизические образовательные программы. В конце 1950-х годов служил директором Баламандской духовной семинарии.
В 1964 году возглавил управление монастыря святого Георгия Хомейра.
В 1967—1969 годы — протосинкелл Хамаской (Епифанийской) кафедры, с оставлением за ним управления монастырём.
7 октября 1969 года был избран, а 17 октября в Ильинском монастыре на Шуэйре — хиротонисан в епископа Багдадского, Кувейтского и Аравийского полуострова с возведением в сан митрополита.
23 октября того же года прибыл в свою епархию и совершил первую Божественную литургию в Багдадском соборе апостола Андрея — единственной местной церкви в то время. При нём были открыты новые приходы в Дубае и Абу-Даби (1980), в Омане (1998) и в Бахрейне (2000).
В 1986—1987 года — декан Баламандского богословского института. Занимался переводом Евангелия от Матфея и богослужебных текстов с греческого на арабский язык.
В период в Ираке 1990-х-2000-х гг. находился не в своём кафедральном городе, а в Кувейте.
4 июля 2014 года Священный Синод Антиохийской Православной Церкви принял его прошение о почислении на покой.